# Anca Boagiu
Anca Boagiu   (Constanța, 30 de novembre de 1968) és una enginyera i política romanesa. Membre del Partit Democràtic Liberal (PD-L), va ser membre de la Cambra dels Diputats de Romania per Bucarest des del 2000 fins al 2008 i va ser senadora al Senat Romanès, també per Bucarest, des del 2008. Va ser ministra de transport en el govern de Mugur Isărescu des de l'any 2000. Durant el govern de Călin Popescu-Tăriceanu va ser ministra d'integració europea des del 2005 fins al 2007. A partir de 2010 i fins al 2012, en el govern de Emil Boc va tornar a ser ministra de Transport.